# Dżambuli Czotatdze
Dżambuli Czotatdze (ukr. Джамбули Цотатде; ur. 11 marca 1988) – ukraiński zapaśnik startujący w stylu wolnym. Zajął siedemnaste miejsce na mistrzostwach świata w 2014. Dziesiąty na mistrzostwach Europy w 2012. Piąty w Pucharze Świata w 2010 roku.